# Tetsuya Nishiwaki
Tetsuya Nishiwaki (japanisch 西脇 徹也 Nishiwaki Tetsuya; * 22. Mai 1977 in der Präfektur Chiba) ist ein ehemaliger japanischer Fußballspieler.

## Karriere
Nishiwaki erlernte das Fußballspielen in der Schulmannschaft der Narashino High School und der Universitätsmannschaft der Waseda-Universität. Seinen ersten Vertrag unterschrieb er 2000 bei den Omiya Ardija. Der Verein spielte in der zweithöchsten Liga des Landes, der J2 League. Für den Verein absolvierte er acht Spiele. Ende 2002 beendete er seine Karriere als Fußballspieler.